# Lijst van beschermd erfgoed in de gemeente Hesperange
In deze lijst van beschermd erfgoed in de gemeente Hesperange zijn alle geclassificeerde nationale monumenten van de Luxemburgse gemeente Hesperange opgenomen.

## Monumenten per plaats

### Alzingen
| Object               | Bouwjaar/architect | Locatie         | Datum beschermd?      | Coördinaten                 | Afbeelding |
| -------------------- | ------------------ | --------------- | --------------------- | --------------------------- | ---------- |
| voormalige boerderij |                    | 5, rue de Syren | 18 november 2011 (MN) | 49° 34' 9" NB, 6° 9' 46" OL |            |

### Fentange
| Object                                                                                   | Bouwjaar/architect | Locatie                | Datum beschermd?  | Coördinaten | Afbeelding |
| ---------------------------------------------------------------------------------------- | ------------------ | ---------------------- | ----------------- | ----------- | ---------- |
| Het woonhuis van de molen van Fentange met het agrarische gebouw en de aangrenzende tuin |                    | rue de Bettembourg 125 | 27 juni 2008 (MN) |             |            |
| De woning van de boerderij met diens oude religieuze monument                            |                    | rue de Bettembourg 119 | 26 juli 1990 (IS) |             |            |

### Hesperange
| Object                                                 | Bouwjaar/architect | Locatie                 | Datum beschermd?       | Coördinaten | Afbeelding |
| ------------------------------------------------------ | ------------------ | ----------------------- | ---------------------- | ----------- | ---------- |
| Huis en tuin                                           |                    | route de Thionville 371 | 26 september 2008 (MN) |             |            |
| De ruïnes van het kasteel en de aangrenzende terreinen |                    |                         | 26 juli 1990 (IS)      |             |            |

### Itzig
| Object | Bouwjaar/architect | Locatie | Datum beschermd?     | Coördinaten                   | Afbeelding |
| --- | ------------------ | ------- | -------------------- | ----------------------------- | ---------- |
| Meubilair van de kerk van Itzig, waaronder het hoogaltaar, het koorgestoelte, de twee zijaltaren, de preekstoel en de twee biechtstoelen geplaatst in het lagere gedeelte van het schip |                    |         | 5 november 2002 (MN) | 49° 35' 10" NB, 6° 10' 19" OL |            |

## Bron
- Liste des immeubles et objets classés monuments nationaux ou inscrits à l'inventaire supplémentaire